# Бередников, Яков Иванович
Я́ков Ива́нович Бере́дников (1793—1854) — русский историк и археограф, академик Петербургской академии наук (1847).

## Биография
Родился 7 (18) октября 1793 года в семье тихвинского купца Ивана Тимофеевича Бередникова (?—03.08.1830).
Учился в Казанском (1813—1815) и Московском (1815—1819) университетах, где занимался русской историей под руководством М. Т. Каченовского.
Начал службу в Новгородской казённой палате 27 января 1819 года; с 25 ноября 1824 года служил в инспекторском департаменте в Петербурге, в канцелярии дежурного генерала Главного штаба. Был определён в штат канцелярии Новороссийского генерал-губернатора 12 мая 1825 года, затем опять служил в Новгородской казённой палате — канцелярским чиновником до 2 февраля 1827 года.
В дальнейшем, главным занятием Бередникова до конца его жизни была работа в Археографической комиссии. В 1830 году, 21 февраля, он был определён в Канцелярию комитета правления Императорской Академии наук, в Археографическую экспедицию П. М. Строева. За четыре года (1830—1834) Бередников, отчасти вместе с Строевым, отчасти один, объездил большую часть России, обозревая архивы и библиотеки, собирая и списывая древние акты. С 12 февраля 1832 года он был библиотекарем 1-го отделения библиотеки Академии наук; 8 января 1834 года произведён в коллежские секретари; 23 января 1835 года назначен членом Комиссии для издания собранных Археографической экспедицией актов, а 15 февраля того же года — библиотекарем Императорской академии наук. В 1835 году Бередникову был поручен осмотр Императорской публичной библиотеки, Румянцевского музея и библиотек Академии наук и библиотеки Эрмитажа, с целью пополнения собрания актов экспедиции; в 1836 году под его редакцией был издан первый том этого собрания под заглавием «Акты археографической экспедиции», относящийся к 1294—1598 годам. Через два года вышли в свет под его же редакцией «Акты юридические» или «Собрание форм старинного делопроизводства».
С 13 марта 1837 года Я. И. Бередников — главный доктор Археографической комиссии. Титулярный советник — с 8 января 1838 года, коллежский асессор — с 10 сентября 1840 года, надворный советник — с 19 ноября 1843 года, коллежский советник — с 15 февраля 1846 года.
В 1838 году он был назначен главным редактором комиссии, в этой должности он приступил к изданию полного собрания летописей и успел издать до своей кончины первые шесть томов; начатый им VII том был докончен А. Ф. Бычковым. В 1840 году Бередников издал сочинение Котошихина: «О России в царствование Алексея Михайловича», с указателем его содержания и перечнем старинных слов. С 1846 года по 1853 год, вместе с членом комиссии Коркуновым, Бередников занимался изданием «Дополнений к Актам историческим», I—V т.
В 1841 году был избран адъюнктом Академии наук; с 3 мая 1845 года — экстраординарный академик ОРЯС, ординарный академик c 6 февраля 1847 года.
Почти каждый из 300 отчётов о заседаниях археографической комиссии упоминает о Бередникове или приводит его отзывы о сочинениях по русской истории, или донесения о прочитанных им рукописях, или заключения о плане издания летописей, актов и т. д. Он указывал на необходимость сличения текста «исправнѣйшихъ списковъ» съ побочными. Историк адъюнкт Я. И. Бередников предпринял попытку прочитать пять документов XIV века, найденных в 1843 году в медном сосуде при проведении земляных работ в Московском Кремле.
Советские историки отмечали, наряду с ценностью изданных Бередниковым исторических источников, бессистемность подбора документов и ошибки в археографическом оформлении.
Был пожалован орденом Св. Анны 3-й ст. в декабре 1834 года, орденом Св. Владимира 4-й ст. — 18 декабря 1836 года; в 1840 году получил орден Св. Станислава 2-й ст.
Был женат, имел двоих детей; сын Яков родился 28 ноября 1839 года, в 1859 году окончил Ларинскую гимназию.
Умер 28 сентября (10 октября) 1853 года в Санкт-Петербурге, похоронен в Богородицком монастыре в Тихвине.
В 1855 году его библиотека передана в фонды Академии наук.